# Shalamzar
Shalamzar (persan : شلمزار) est une ville, chef-lieu du district central situé dans la préfecture de Kiar dans la province du Tchaharmahal-et-Bakhtiari en Iran, à environ 40 km au sud-ouest de Shahrekord. 

## Population
Lors du recensement de 2006, la population de la ville était de 7 003 habitants répartis dans 1 671 familles. 